# Ибрахим паша Дамат
Вижте пояснителната страница за други личности с името Ибрахим паша.
Ибрахим паша Дамат (на турски: Damat İbrahim Paşa; ок.1560 – 10 юли 1601) е велик везир на Османската империя на три пъти (от 4 април до 27 октомври 1596, от 5 декември 1596 до 3 ноември 1597 и от 6 януари 1599 до 10 юли 1601 г.). Става известен като покорителят на Надканижа. Носи титлата „дамат“ (зет), тъй като е женен за дъщерята на султан Мурад III Айше.

## Живот
Според турските източници Ибрахим е с босненско или хърватско потекло и е взет за еничар. Негов покровител става Соколлу Мехмед паша, също бивш еничар, благодарение на когото се издига и прави кариера.
През май 1586 г. Ибрахим се жени за Айше Султан, дъщерята на Мурад III, и е назначен за бейлербей на Египет. С отдалечаването му от столицата на империята влиянието му в двора на Мурад отслабва. През 1585 г. той смазва въстанието на друзите в Ливан.
През 1596 г. по молба на Айше Ибрахим е назначен за велик везир от нейния брат Мехмед III, който междувременно става султан. През юни същата година османската войска настъпва към Унгария, за да завладее Егер на североизток от Будапеща. В успешно проведената военна кампания Дамат Ибрахим паша се отличава, завземайки града, и султанът, който оглавява похода, му оставя командването, а самият той се връща в Истанбул. Ибрахим паша неохотно приема това назначение, тъй като не е поддръжник на активни действия срещу Хабсбургите, а това става причина на два пъти (през 1596 и през 1597 година) да бъде свалян от поста велик везир.
През 1599 г. Ибрахим паша отново е назначен за велик везир с условието да започне война с Австрия. Той се отправя с войската към Естергом (завладян от османците при султан Сюлейман I през 1543 г. и впоследствие отново загубен), но не успява да го превземе и с войската си изкарва зимата в Белград. След това се насочва на юг и обсажда замъка Надканижа. Обсадените получават помощ от 20 000 бойци под командването на френския херцог Филип Емануел Лотарингски, но османците ги побеждават и замъкът се предава.
Ибрахим паша Дамат умира през 1601 г. в Белград.